# Куатбеков, Кайкибай
Кайкибай Куатбеков (каз. Қайқыбай Қуатбеков; 1892 год, аул Акынтогай, Туркестанский край, Российская империя — 1976 год, Чимкентская область, Казахская ССР) — колхозник, старший чабан колхоза «Овцевод» Шаульдерского района Южно-Казахстанской области, Казахская ССР. Герой Социалистического Труда (1949).

## Биография
Родился в 1892 года в ауле Акынтогай, Туркестанский край (сегодня — Отырарский район Южно-Казахстанской области, Казахстан). С раннего возраста работал пастухом. В 1929 году вступил в колхоз «Овцевод» Кзылкумского района Чимкентской области, в котором работал чабаном. С 1938 года — старший чабан в этом же колхозе. В 1947 году за выдающиеся трудовые достижения в овцеводстве был нгараждён Орденом Трудового Красного Знамени.
В 1948 году обслуживал 409 каракульских овцематок. По итогам этого года получил 86 % смушек первого сорта и вырастил к отбивке в среднем по 105 ягнят от каждой сотни овцематок. Указом Президиума Верховного Совета СССР от 12 июля 1949 года удостоен звания Героя Социалистического Труда за «получение высокой продуктивности животноводства в 1948 году при выполнении колхозами обязательных поставок сельскохозяйственных продуктов и плана развития животноводства по всем видам скота» с вручением ордена Ленина и золотой медали «Серп и Молот» (№ 4201).
Этим же указом званием Героя Социалистического Труда были награждены председатель колхоза «Овцевод» Оспан Шораев (лишён звания в 1953 году), заведующие овцеводческими фермами Мнайдар Карамолдаев, Мусабай Кулумбетов (лишён звания в 1953 году), чабаны Тулеген Байтанов, Нускабай Кулумбетов, Кожамурат Нарымбетов и Кумусбек Сапаков.
В 1949 году он получил в среднем по 126 ягнят от каждой сотни овцематок.
В 1959 году вышел на пенсию. Проживал в Чимкентской области. Умер в 1976 году.

## Награды
- Герой Социалистического Труда
- Орден Ленина (1949).
- Орден Трудового Красного Знамени